# 関西大学総合情報学部
関西大学総合情報学部（かんさいだいがく そうごうじょうほうがくぶ、英称：Faculty of INFORMATICS）は、関西大学に設置されている学部の一つ。

## 概要
関西大学総合情報学部は高度情報化社会の到来と、それに対応したIT人材、IT技術者の社会的要請を受けて、1994年（平成6年）に開校した。
政治、経済、文化、科学技術、コミュニケーションなどあらゆる領域の問題を「情報」の視点から探究・解明していくことを目指している。
入試制度では、文系・理系の枠を超えた入試方式を導入して、将来性ある学生を広く受け入れ、学部教育では文系内容から理系内容まで幅広い多彩な講義科目を用意した。
1998年（平成10年）には、大学院の博士課程前期課程（修士課程）、2000年（平成12年）には博士課程後期課程を設置した。
2021年度からは、文理融合の情報教育カリキュラムを基盤とし、データの収集・表現、定量的・統計的分析、プログラミングに関連する講義・実習科目を集約した。また、学生たちが、データサイエンスの技法を段階的に修得できるよう学部独自のプログラム「データサイエンス教育プログラム（基礎/応用）」を導入した。
関西大学総合情報学部は、「データ分析の技術」を修得するだけでなく、「各専門分野の知見」を兼ね備えたデータサイエンティストの育成を目指している。
カリキュラムは、「メディア情報系関連科目」、「社会情報システム系関連科目」、「コンピューティング系関連科目」の3つの授業科目、さらに、「導入科目」、「基礎科目」、「基幹科目」、「展開科目」、「実習科目」、「共通教養科目」、「外国語科目」が用意されている。
「メディア情報系関連科目」では、心理・言語・文化・社会・教育など多角的視点から情報学に関する知識・理論を学び、最新のマルチメディア機器を利用した制作実習などを通じて、知識と技能をバランスよく学ぶ。
「社会情報システム系関連科目」では、情報という視点から経営や経済、政治を研究し、企業や自治体の組織を経営・管理・運営するには「情報」をどのように実際に活用していくか、その実践力を学んでいく。
「コンピューティング系関連科目」では、ITの最新技術とコンピュータの可能性を学び、プログラミング、アルゴリズム、コンピュータシミュレーション、CG、Web、モバイル技術など、理論と活用術を幅広く学ぶ。

## 沿革
- 1994年（平成6年） - 関西大学総合情報学部が開校。
- 1998年（平成10年） - 大学院の博士課程前期課程（修士課程）を設置、
- 2000年（平成12年） - 大学院の博士課程後期課程を設置。

## 組織
- 総合情報学部
- 総合情報学研究科

## 学部長
- 名取良太

## 関連機関
- 関西大学先端科学技術推進機構(ORDIST)

## 交通アクセス
高槻キャンパス
- 所在地：大阪府高槻市霊仙寺町2-1-1
- 西日本旅客鉄道（JR西日本）JR京都線「高槻駅」または「摂津富田駅」で下車、そこから、高槻市営バスに乗り換え、大学まで25分。
- 阪急京都本線「高槻市駅」で下車、徒歩（約10分）でJR「高槻駅」へ移動、そこから高槻市営バスに乗り換え、大学まで25分
- 阪急京都本線「富田駅」で下車、徒歩（約5分）でJR「摂津富田駅」へ移動、そこから高槻市営バスに乗り換え、大学まで25分。

## 主な卒業生
- 石崎チャベ太郎 - タレント
- イワゴウサトシ - 俳優
- 可児正 - お笑い芸人（都トム）